# Phortica setitabula
Phortica setitabula är en tvåvingeart som beskrevs av Chen och Gao 2006. Phortica setitabula ingår i släktet Phortica och familjen daggflugor. Inga underarter finns listade i Catalogue of Life.